# Seres Iluminados (taoismo)

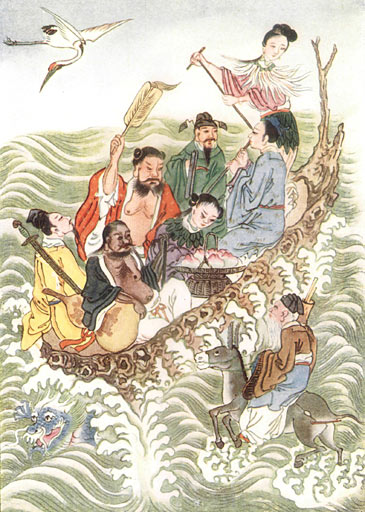
Os Oito Imortais (Ba Xian), cruzam o mar.

Seres Iluminados é uma tradução do termo chinês xianren (仙人) (ou shenxian). Este ideograma chinês é composto por dois ideogramas que significam, respectivamente, pessoa (人) e montanha (山). A combinação dos dois recebe, geralmente, a tradução de imortais ou de santos taoistas.

## Lao Zi
Lao Zi é considerado, pelos taoistas, um ser iluminado. Seus textos são estudados a partir desta compreensão como orientações para quem quer seguir este caminho.
Um exemplo deste tipo de leitura pode ser encontrado nos textos do mestre Wu Jyh Cherng, fundador da Sociedade Taoista do Brasil. Em "As Quatro Tarefas: Cegando o Corte, Desatando o Nó, Harmonizando-se à Luz, Igualando-se à Poeira", publicado no Jornal Tao do Taoismo - n. 13 (link disponível entre as "páginas externas"), ele explica o sentido das citações ao texto de Lao Zi.

## Imortalidade

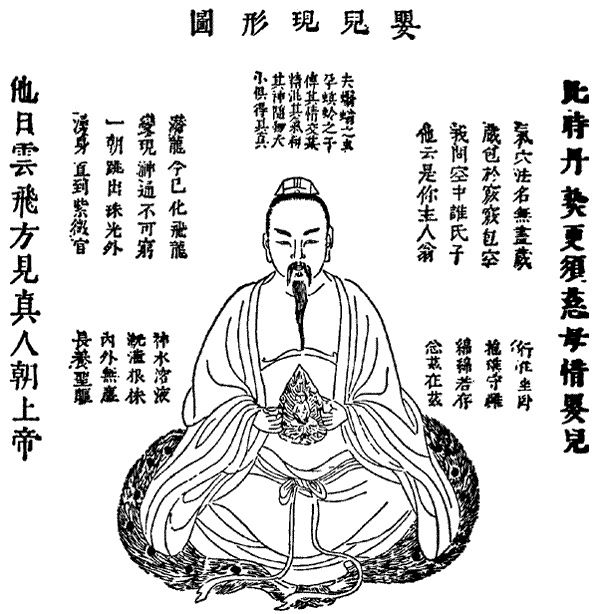
Metáfora: imagem de taoista gerando um novo corpo espiritual através da prática de tao yin.

Somos luz, e cabe, a cada qual, evoluir por si mesmo e tentar atingir o êxito de ser imortal. Os elementos conspiram a nosso favor. Sempre, para alguns, mais facilmente, para outros, nem tanto.Temos que estar interligados com o cosmo para receber as (respostas) que viemos buscar nessa existência. Somos receptores de energia, basta aprendermos a canalizá-la para o sentido correto e assim evoluiremos. 
O mestre Wu Jyh Cherng explica o sentido que a palavra "imortalidade" tem para os taoistas:
Na prática espiritual, devemos recuperar o modo integral de viver, permitindo que a energia do Universo passe livremente por nós, de uma maneira desimpedida. (...) A partir de então, nossa energia e consciência serão infindáveis. A isto, se chama glória - vida (energia) e consciência - união da consciência infindável com a energia integral que de modo nenhum se esgota.
O mestre Liu Pai Lin destaca, em suas palestras, que a imortalidade de que os taoistas falam não se refere ao corpo físico, perecível por sua própria natureza material, mas à realização espiritual.